# 秦啓祐
秦 啓祐（しん けいすけ、1994年10月4日 - ）は、日本のラグビー選手。現在はカナダ在住。

## プロフィール
- 福岡県出身[1]。
- ポジションはナンバーエイト(No8)、フランカー(FL)。
- 身長 182cm、体重 95kg

## 略歴
2013年、小倉高校卒業後、同志社大学に入学する。なお小倉高校時代、高校日本代表候補に選ばれたことがある。
2016年、同志社大学ラグビー部の副将に就任した。
2017年、同志社大学卒業後、NTTドコモレッドハリケーンズ(現・NTTドコモレッドハリケーンズ大阪)に加入。同年8月26日に行われたジャパンラグビートップリーグ第2節のクボタスピアーズ戦に先発出場で公式戦初出場を果たした。
2018年、2018年アジア競技大会にてセブンズ日本代表デビュー。
同志社大学時代同期の松井千士と共に出場し銀メダルを獲得
2021年、NTTドコモレッドハリケーンズを退団した。